# Petros Markaris

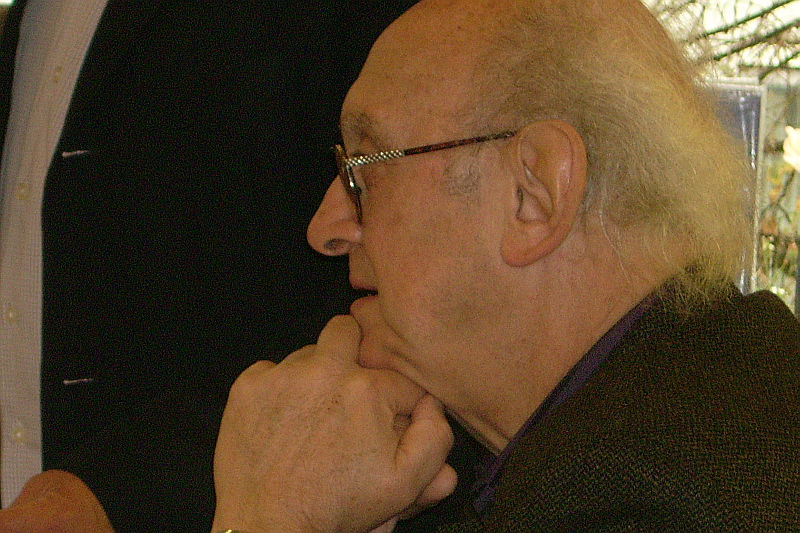
Petros Markaris in 2007

Petros Markaris (Grieks: Πέτρος Μάρκαρης) (Istanboel, 1 januari 1937) is een Griekse schrijver, bekend om zijn verhalen over politiecommissaris Kostas Charitos die zich afspelen in Athene.

## Levensloop
Markaris, zoon van een Armeense ondernemer en een Griekse moeder, studeerde in Istanboel, Wenen en Stuttgart. Hij spreekt en schrijft Grieks, Turks en Duits. Tegenwoordig woont hij in Athene.
Na zijn studies economie maakte hij in 1965 zijn debuut als schrijver met het toneelstuk Het verhaal van Ali Retzo. Daarna schreef hij nog diverse toneelstukken en creëerde hij populaire series voor de Griekse televisie. Hij vertaalde verscheidene drama's uit het Duits in het Grieks, waaronder werk van Goethe en Brecht. Hij schreef samen met filmproducent Theodoros Angelopoulos de scenario's van onder meer Le regard d'Ulysse (1995) en Eleni (2003). 
De boeken van Markaris nemen de lezer mee naar het chaotische, hedendaagse Athene. Het politiek incorrecte hoofdpersonage is commissaris Kostas Charitos, Griek, hoofd moordbrigade, echtgenoot en trotse vader. Naast een spannende thriller is elk boek ook maatschappijkritisch, met kritische tussenzinnetjes over Griekenland nu en in het recente verleden onder de dictatuur (het Kolonelsregime), over milieus van voormalige socialisten die hun idealen verloren zijn en nu zonder scrupules geld verdienen, en over heersende vooroordelen.
De boeken over Kostas Charitos zijn populair in verscheidene Europese landen, waaronder Griekenland, Duitsland, Italië en Spanje.